# Dichromodes rimosa
Dichromodes rimosa là một loài bướm đêm trong họ Geometridae.